# Premis Ondas 2009
Els Premis Ondas 2009 van ser la cinquanta-sisena edició dels Premis Ondas, van ser atorgats el 16 d'octubre de 2009. En aquesta edició es van premiar 24 programes i professionals entre les més de 800 candidatures de 26 països.
La gala de lliurament de premis va tenir lloc el 4 de novembre de 2009 al Gran Teatre del Liceu de Barcelona. Aquesta gala va ser presentada pels locutors de la Cadena SER Àngels Barceló i Carles Francino i amenitzada per Arturo Valls. Va comptar amb les actuacions de Leona Lewis, Norah Jones, Pasión Vega i Milow. Es va produir una polèmica per la concessió d'un Ondas a Jorge Javier Vázquez.
Prèviament a la gala, al migdia, l'alcalde de Barcelona, Jordi Hereu i el president del Grup Prisa, Ignacio Polanco, van realitzar el tradicional esmorzar amb tots els premiats al Palauet Albéniz.

## Premis de televisió i cinema
- Millor sèrie espanyola: Física o Química (Antena 3)
- Millor programa d'entreteniment: Fama, ¡a bailar! (Cuatro)
- Millor presentador: Jorge Javier Vázquez per Sálvame (Telecinco)
- Millor programa d'actualitat o cobertura especial: El intermedio (La Sexta) i Informe Robinson (Canal+)
- Premi a la innovació o a la qualitat televisiva: 23F: El día más difícil del Rey  (TVE)
- Millor intèrpret masculí en ficció nacional: Gonzalo de Castro per Doctor Mateo (Antena 3)
- Millor intèrpret femení en ficció nacional: María Castro per Sin tetas no hay paraíso (Telecinco)
- Millor programa emès per emissores o cadenes no nacionals: Madrileños por el mundo (Telemadrid)
- Premi internacional de televisió: Hair India (Rai 3),
- Menció especial del jurat: Homeless World Cup de VRT

## Premis de ràdio
- Millor programa: Si amanece nos vamos (Cadena SER)
- Millor tractament informatiu d'un esdeveniment: Al sur de la semana (Cadena Cope)
- Trajectòria o labor professional més destacada: Joseba Martín
- Premi a la innovació radiofònica: Flamencoradio (Canal Sur)
- La defensa per la llibertat d'expressió i l'exercici exemplar de periodisme: Radio Globo - Hondures
- Premio internacional de radio: It's My Story: Earfull - From Silence into Sound de BBC Radio 4
- Menció especial del jurat: Les corps solidaires Arxivat 2019-05-04 a Wayback Machine. de Radio France

### Publicitat en ràdio
- Millor cunya de ràdio: Úlcera" (Agencia Shackleton)
- Millor Agencia Remo
- Millor campanya de ràdio: Himnos (El laboratorio)

## Premis de música
- Millor cançó: Colgado en tus manos, de Carlos Baute i Marta Sánchez
- Millor àlbum: Puerto presente, de Macaco
- Millor artista o grup espanyol: Fito y los Fitipaldis
- Millor artista o grup llatí: Carlos Baute
- Millor artista o grup internacional: The Killers
- Menció Especial del Jurat: Antonio Vega